# Eagle holdkomp
Az Eagle holdkomp – NASA lajstromszámán LM–5 – az Apollo–program során használt űrhajóegység volt, amelyben az első Holdra szállás teljesítéséhez használtak az űrhajósok, Neil Armstrong, Buzz Aldrin és Michael Collins a Hold körüli pályán keringő Apollo parancsnoki és műszaki egység és a holdfelszín közötti útjukhoz, 1969 júliusában. Egyben az Eagle az Apollo-program egyetlen olyan holdkompja, amely a repülési analízisek szerint a mai napig Hold körüli pályán kering (az összes többi űrhajót szándékos becsapódó pályára vezérelték a feladata végeztével, hogy a lent hagyott műszerek számára mesterséges becsapódásokat keltsenek).
Az űrhajó gyártója a Grumman vállalat volt, amely az űrhajótípus tervezésének és gyártásának jogát elnyerve egy gyártási sorozat ötödik példányaként gyártotta le és szállította le a NASA számára az űrhajót.
A repülési profilja szerint a holdkomp 1969. július 16-án startolt Cape Canaveralről, a Saturn V hordozórakétán, hogy kicsit több mint 3 napnyi repülést követően pályára álljon – a vele összekapcsolt Columbia parancsnoki egységgel együtt – a Hold körül. Később az Eagle és a Columbia szétvált, utóbbiban Collins űrhajós Hold körüli pályán maradt, míg Armstrong és Aldrin a holdkompban végrehajtották a történelmi leszállást a holdfelszínre. Kb. egy napnyi holdfelszíni tartózkodás alatt Armstrong és Aldrin elvégezték az első, történelmi holdsétát az emberiség történetében, majd kb. 20 óra után a leszálló legénység visszatért a CSM–107-hez, azzal újra összekapcsolódtak, majd újra leválasztva az immár teljesen elhasznált holdkompot, hazarepültek a Földre.

## Az űrhajótípus
Az űrhajótípust a NASA megbízásából fejlesztette a Grumman vállalat, amellyel az űrügynökség azon feladatának kívántak megfelelni és a technikai feltételek oldaláról megteremteni a kapacitást, hogy a NASA az 1960-as évtized során – John F. Kennedy elnök űrversenybeli felhívására – embert kellett juttasson a Holdra, majd haza is kellett hoznia biztonságban. A fejlesztés egy alapvető koncepcióváltást követően 1962-ben kezdődött. Eredetileg egyetlen űrhajó indításával számoltak a szakemberek, ám ennek megvalósítása rendkívüli nehézségeket vetett fel, elsősorban a Holdra juttatandó tömeg tekintetében és nem mellesleg az adott időkereten belül, amely problémák feloldására végül megszületett a LOR koncepció, amely viszont két űrhajó indítására támasztott igényt. A holdkomp lett ez a koncepcióbeli második űrhajó, amelynek mindössze annyi funkciót szántak, hogy a Holdhoz érkező anyaűrhajó és a holdfelszín közötti távot hidalja át oda-vissza.
Az egész Apollo-program leghektikusabb fejlesztési projektje lett a holdkomp kifejlesztése. Az űrjármű számos változaton, még több átalakításon ment át, mire elnyerte a végső formáját. A fejlesztések legfőbb mozgatórugója egyetlen faktor volt, a súlytakarékosságé. Limitált volt ugyanis az a tömeg, amellyel a földi, de különösen a holdi felszállás végrehajtható volt a rakétatechnika akkori színvonalán. Olyannyira, hogy az első tesztindításokkal is még olyan űrhajókat indítottak, amelyek funkcionálisan Föld, vagy éppen Hold körüli pályán alkalmasak voltak a tesztek elvégzésére, de le, vagy felszállni már nem tudtak volna a Holdon, vagy Holdról. Az Apollo–9 is úgy startolt a holdkomp, mint űrhajótípus berepülésére, hogy az egyébként alkalmatlan lett volna a Holdra szállásra, majd az Apollo–10 esetében – ahol az oroszokkal való verseny miatt komolyan felmerült, hogy a Holdra szállás főpróbája helyett egy előre hozott valós leszállást teljesítenek – éppen a holdkomp elhúzódó fejlesztése miatti alkalmatlansága okán nem próbálkoztak meg a leszállással.
Az LM–5 lényegében az első olyan űrhajó volt a gyártási sorozaton belül, amely már mindenben – elsősorban tömegében – megfelelő volt arra, hogy megkísérelhessenek vele egy holdi leszállást. Ezt az űrhajót jelölték ki végül az Apollo–11 repüléshez.

### Névválasztás
A NASA-n belül mindig is vitatott téma volt a névválasztási procedúra az egyes repüléseken az űrhajókat illetően. Ennek előjoga a repülésre kijelölt űrhajósoké volt, ám ez feszültségeket szült, olyannyira, hogy a Gemini-programban például a NASA nem is engedte elnevezni az űrhajókat. Az Apollo korszakban viszont kényszerűen tért vissza a téma, mivel a parancsnoki űrhajó és a holdkomp szétválása után két különböző rádió hívójel kellett, hogy meg lehessen különböztetni a rádióforgalmazásban, hogy melyik egység beszél, vagy melyik egységhez szól az irányítás. A rádió hívójel aztán óhatatlanul az űrhajó neve is lett. Az Apollo–10-zel a névválasztás ismét elindult a NASA által sérelmezett irányba, a CSM Gumilabda és a holdkomp Pók neve komolytalannak tűnt a vállalkozás grandiózusságához képest. A NASA vezetése ezért intette is az Apollo–11 legénységét, hogy az expedíció jelentőségéhez illó neveket válasszon – különösen azok után, hogy a szimulátoros gyakorlások során a Jégkása és a Szénakazal neveket használták a szimulált parancsnoki hajóban és a holdkompban.
A legénység megfogadta a tanácsot és így kapta a holdkomp az Eagle nevet – a parancsnoki űrhajó pedig Columbia lett –, amely a fehér fejű rétisasra utal, az Egyesült Államok címerállatára.

## A repülés
A repülések során nem sokkal az egység tényleges útja előtt dőlt el, hogy az Apollo–10 nem lesz képes egy előrehozott Holdra szállás megkísérlésére – amelyhez éppen az LM-5, az első ténylegesen holdi leszállásra is alkalmas holdkomp kellett volna, ám az nem készült el időben–, így az Apollo–11 lesz a NASA első kísérlete a holdfelszíni leszállásra, így az ehhez a repüléshez rendelt LM–5 lesz az a történelmi űrhajó, amely az űrhajósokat a holdfelszínre szállítja. A repülés startjára végül 1969. július 16-án került sor Cape Canaveral 39A indítóállásából. Az űrhajó fedélzetén Neil Armstrong, Buzz Aldrin és Michael Collins űrhajósok utaztak, hogy elsőként érjenek le a holdfelszínre az emberiség történetében.
A repülés profilja a Hold körüli keringésig megegyezett a két korábbi repüléssel. Előbb a sikeres startot követően másfél Föld körüli fordulatot tett az űrhajó, amely idő alatt a legénység teljeskörű rendszertesztet végzett a parancsnoki űrhajón, a holdkomp addig afféle „stand-by” állapotban várt, hogy minden rendszer tökéletesen működik-e – a lefektetett szabályrendszer alapján kizárólag tökéletes űrhajóval lehetett holdutazást indítani, így egy hiba esetén a legénység simán visszatért volna a Földre –. Ezután következett a Csendes-óceán felett az ún. TLI (Translunar injection – Holdirányú hajtómű indítás), amikor a Saturn V harmadik fokozatával, az S–IVB-vel elég impulzust nyert az űrhajó, hogy elhagyja a Föld gravitációs terét és eljusson a Holdig. A holdi pályára állást követően egy összetett manőverre került sor, amelyet helyzetváltoztatás, dokkolás, kivontatás néven tartottak számon. Ehhez a rakétafokozatról levált és néhány méterre eltávolodott anyaűrhajó a kereszttengelye körül 180°-os fordulatot végzett (azaz innentől kezdve menetiránynak háttal repült), majd az orrán levő dokkolószerkezettel megcélozta a holdkompon levő fogadó egységet és összekapcsolódtak. Következő lépésként a parancsnoki hajó kormányhajtóműveinek húzóerejével és az adapterbe épített rugós mechanizmus segítségével kihúzták a holdkompot a rakétafokozatból.
A műveletet követően az S–IVB-t távirányítással más pályára irányította a houstoni irányítás, majd az űrhajórendszer a szabad visszatérés pályáján eseménytelen utat tett meg a Holdig. A Föld gravitációs teréből a Hold gravitációs terébe 61 óra 39 perc 55 másodpercnyi repülés után lépett át az űrhajó, majd a Holdat kicsit több mint 3 napnyi, összesen 75 óra 49 perc 50 másodpercnyi repüléssel érte el, amikor begyújtották a parancsnoki egység főhajtóművét, hogy Hold körüli keringésbe lassítsák az összekapcsolt parancsnoki űrhajót és a holdkompot. Ezt követően több mint egy napnyi, 13 keringésnyi időt töltöttek a Hold körül az űrhajósok, felkészülve a holdkomp leválasztására és a leszállásra. Erre a pillanatra a földi start után 100 óra 12 perccel került sor, 1969. július 20-án. Ekkortól a CM–107 és az LM-5 külön önállóanl repült tovább, másrészt a két egység külön rádió hívójelet kapott: a z LM–5 Eagle lett, míg a parancsnoki hajó Columbia (lényegében ezt tekintjük az űrhajók nevének is). Az Eagle ekkor, rövid vizuális ellenőrzést követően Armstronggal és Aldrinnal eltávolodott, majd elvégezte a történelmi leszállást a Nyugalom Tengerére a Statio Tranquilitatis pontra.
Az Eagle leszállása egy számítógép által vezérelt fékezési folyamat volt, amellyel felemésztették az űrhajó pályamenti sebességét a leszálló fokozat főhajtóművével és az űrhajósok leszállhattak egy előre meghatározott pont közelében. Ebbe azonban kisebb hiba csúszott. Egyrészt az anyaűrhajóról való leváláskor kisebb probléma jelentkezett, a két űrhajó közötti átszálló alagútban maradt levegő nyomásával nem számoltak a mérnökök és az űrhajók nagyobb sebességgel váltak el egymástól, mint a tervezett volt. Ez ahhoz vezetett, hogy az Eagle két másodperccel hamarabb érte el a holdfelszín viszonyítási pontjait a tervezetthez képest, így a számítógépbe táplált leszállási program lenn a felszínen több kilométerrel a tervezett leszállási pont mellé vitte az űrhajót. Az ereszkedés során gond támadt az automatikus rendszerrel is, a radarról érkező adatok túltöltötték a számítógép memóriáját (igaz ezt a hibát sikeresen kiküszöbölték és nem befolyásolta a leszállás menetét). Végül az automatika, amelyet arra szántak, hogy a leghatékonyabban, a lehető legkevesebb üzemanyag felhasználásával vigye a holdkompot a felszínre, nem lévén beépített érzékelése a domborzatra, egy veszélyes helyszín felé vitte az űrhajót, így Armstrong parancsnoknak kézi irányításra kellett váltani és egy sima térség irányába kormányoznia az űrhajót. Ezzel viszont az optimálishoz képest jóval több üzemanyagot használtak fel. Végül az Eagle – a legvégső üzemanyag maradványait használva – sikeresen leszállt a Mare Tranquilitatison, amely tényt Armstrong így jelentett a houstoni irányításnak: „Houston. A Sas leszállt.”
A leszállást követően az Eagle 21 óra 40 percet töltött a holdfelszínen, amely idő alatt Armstrong és Aldrin párosa egy 2 óra 36 perc 40 másodperces sikeres űrsétát tett, felfedezve a leszállási pont közvetlen környezetét, először véve holdi kőzet és talajmintákat az emberiség számára, feltérképezve egy másik égitesten uralkodó körülményeket és hátrahagyva egy sor műszert későbbi, távirányított mérések megtételére.
A holdfelszíni munka, majd pihenés után következett el az Eagle második fellépése, a felszállás. A holdkomp egy két önállóan is értelmezhető részegségből, a felszálló fokozatból és a leszálló fokozatból álló űrhajó volt. Felszállásnál a leszálló fokozat afféle indítóasztallá alakult, a két fokozatot egyben tartó elemeket piropatronnal lerobbantották, a vezeték kapcsolatokat elvágták és a kabint magába foglaló felszálló fokozat felemelkedhetett rögtönzött indítóasztaláról. 
1969. július 21-én 17:54:00-kor (UTC), az expedició startját követő 124 óra 22 perc elteltével az Eagle felszálló fokozata felszállt a Hold felszínéről. Aldrin az emberiség első , más égitestről való felszállását úgy összegezte: „Nagyon sima… nagyon csendes repülés.”. Az egyetlen hibát az jelentette a felszállásnál, hogy a leszállóhelyen vigyázatlanul túl közel felállított amerikai zászlót a hajtómű gázsugara elfújta, felborította. Ezen kívül eseménytelen emelkedés végén az Eagle ismét Hold körüli pályára emelkedett, ahol a Columbiában Michael Collins várt rá.
A holdkomp Hold körüli pályára érkezésekor – főként, mivel magának a koncepciónak is az adott nevet, hogy a Hold körüli pályán kellett találkozni az űrhajóknak, ami külön nehezítést jelentett – a parancsnoki űrhajó játszotta az aktív szerepet, azaz ez az egység dokkolt a holdkomphoz és nem fordítva. Erre amiatt volt szükség, mivel (szintén a koncepció szerint) a holdkomp teljesen elhasznált, kimerült erőforrásokkal bírt a visszaérkezéskor. Collinsnak egyébként a gyakorlások során 18 különböző forgatókönyvet kellett betanulnia – amely forgatókönyvek egy 117 oldalas műveleti kézikönyvet töltöttek meg, amelyet Collinsnak készség szinten kellett tudnia –, ha valami nem működne megfelelően. Szerencsére az Eagle az optimális időben és útvonalon érkezett a Hold körüli randevúhoz, így könnyen és hamar megtörtént a dokkolás.
A dokkolás után átpakoltak az Eagle-ból a Columbiába, majd a leszálló kis űrhajót 130 óra 9 perc 31 másodperc repülés után leválasztották és Hold körüli pályán sorsára hagyták. A legénység hamarosan hazaindult és három napnyi eseménytelen utat követően a CM–107 (leválasztva az SM–107 jelű műszaki egységet) 1969. július 24-én 16:50:35 (UTC) belecsobbant a Csendes-óceán vizébe a Johnston-atolltól 380 kilométerre, ahol a USS Hornet Repülőgép-hordozó vette a fedélzetére.
A Hold körül tovább keringő űrhajóra még egyetlen kísérlet várt a leválasztását követően: a hűtővízkészlete ugyan teljesen elfogyott, de minden rendszerét bekapcsolva hagyták az űrhajósok, hogy az irányítás láthassa, milyen gyorsan mennek tönkre a berendezések hűtés nélkül. Az eredmény kerek 8 óra volt. Ez a tapasztalat később az Apollo–13-nál vált értékessé.

## Utóélete
A holdkomp a teljes Apollo űrhajórendszer azon túlnyomó részéhez tartozó hardver volt, amely nem tér vissza a Földre. Ennek ellenére mindkét részegysége – a leszálló és a felszálló fokozat is – sajátos utóéletet élt, mivel nem, vagy vélhetően nem semmisült meg.
A leszálló fokozat az azóta a Nemzetközi Csillagászati Unió (IAU) által is elfogadott holdrajzi néven, Nyugalom bázisként említett területen áll, ahogy az otthagyott műszerek, feleslegessé vált felszerelési tárgyak, vagy akár az űrhajósok lábnyomai is. A rendkívül kicsi erózió miatt még a lábnyomok is akár évmilliókig háborítatlanul fennmaradnak, az eszközökkel egyetemben, hacsak egy nagyobb meteoritbecsapódás el nem pusztítja őket. A holdi leszállás pillanatában a NASA képtelen volt megmondani, hogy Armstrong és Aldrin hol érték el a Nyugalom Tengerét, majd később is csak modellszámítások révén megbecsülni tudták a leszállás pontos helyét, bizonyíték azonban nem volt róla. A NASA végül a 2000-es évtized végén határozta el, hogy fotófelderítő űrszondát küld a Holdhoz, hogy minden korábbinál nagyobb felbontású fényképekkel térképezze fel a felszínét. Ez a szonda a Lunar Reconnaissance Orbiter volt, amely 2009. június 18-án startolt Cape Canaveralből. A szonda feladatai között volt, hogy megörökítse lehetőleg az összes korábbi Holdon leszáll űreszközt. Az Apollo–11 leszállóhelyét 2012. március 7-én fényképezte a szonda és azóta a valaha készült legnagyobb felbontású fotók bizonyítják, hogy – néhány népszerű összeesküvés elmélet, ún. moon-hoax ellenére – az Eagle leszálló fokozata ott áll ma is a Hold felszínén.
A felszálló fokozat fellelési helye ugyanilyen módon nem ismert. A NASA hivatalos közleménye szerint a holdkomp pályája a parancsnoki űrhajó leválasztását követően nem maradt stabil, ami ahhoz vezetett, hogy a 125 kilométer magas egyenlítői pályáról lesüllyedt és valamikor, valahol becsapódott az égitestbe. Egy független kutató, James Meador azonban úgy találta, hogy ez a feltételezés nem feltétlenül kell igaz legyen: a NASA éppen irányítatlanná vált űreszközök pályájának modellezésére használt GRAIL programját használva úgy találta, hogy az Eagle pályája stabil maradhatott. A kutatások közben kb. 100 változó paraméter alkalmazásával Meador úgy találta, hogy az Eagle akár ma is az eredeti 125 km magas pályája környékén keringhet a Hold körül. Ennek bizonyítására radarészlelésekkel lehetne keresni az űrhajót, amelyre azonban a mai napig nem került sor.

## Galéria

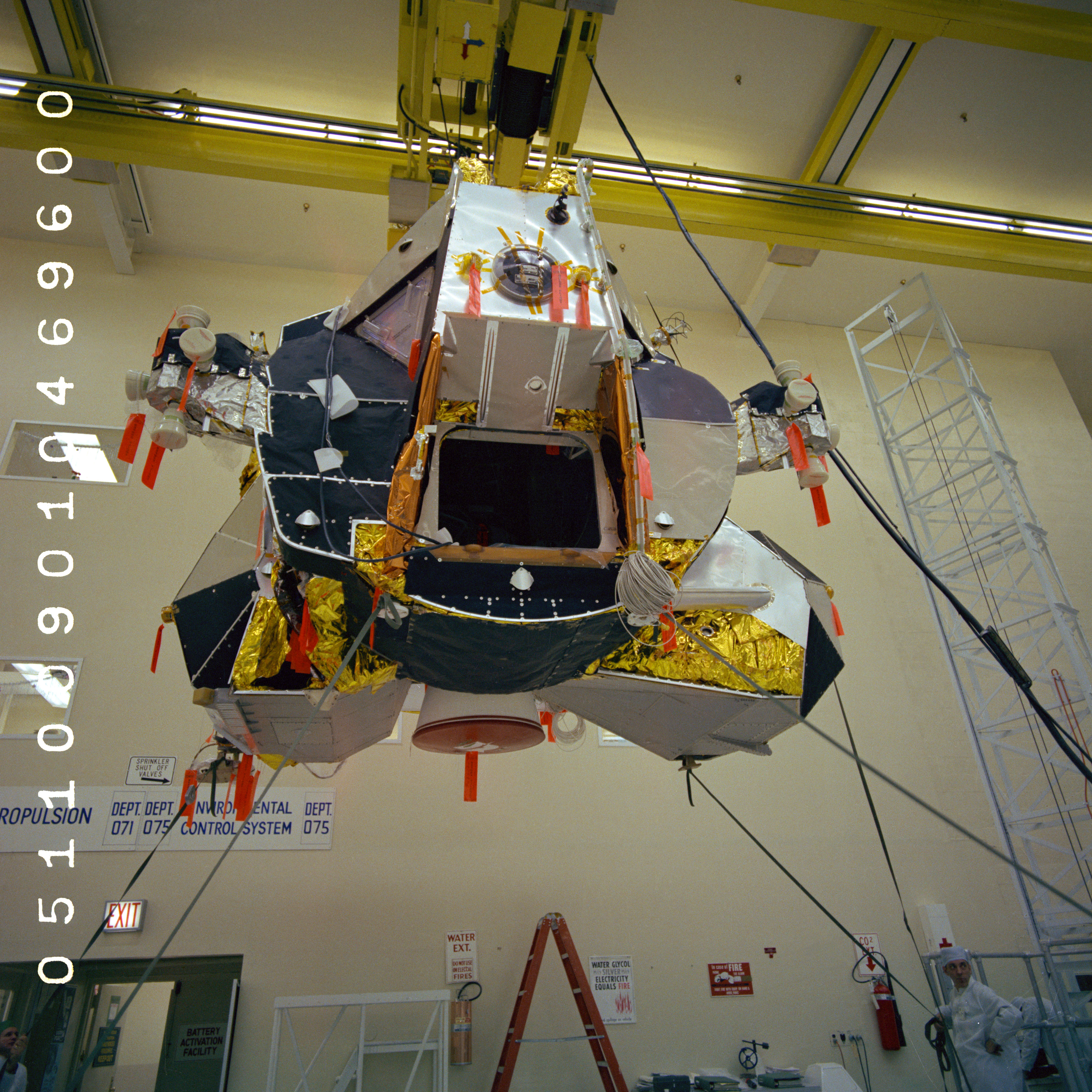
Az Eagle (LM–5) felszálló fokozata összeszerelés előtti ellenőrzésen
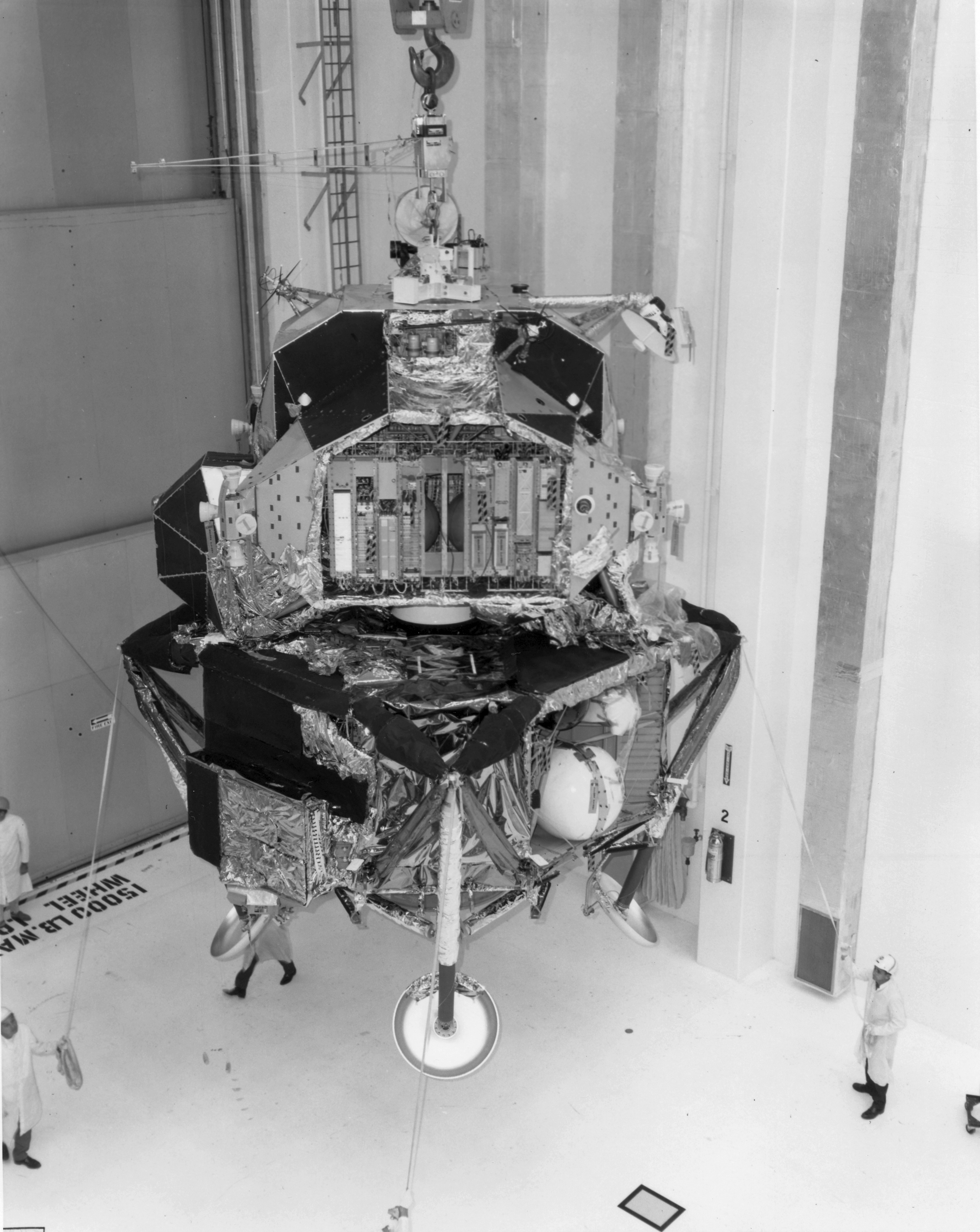
Az LM–5 a VAB-ban végszerelés után
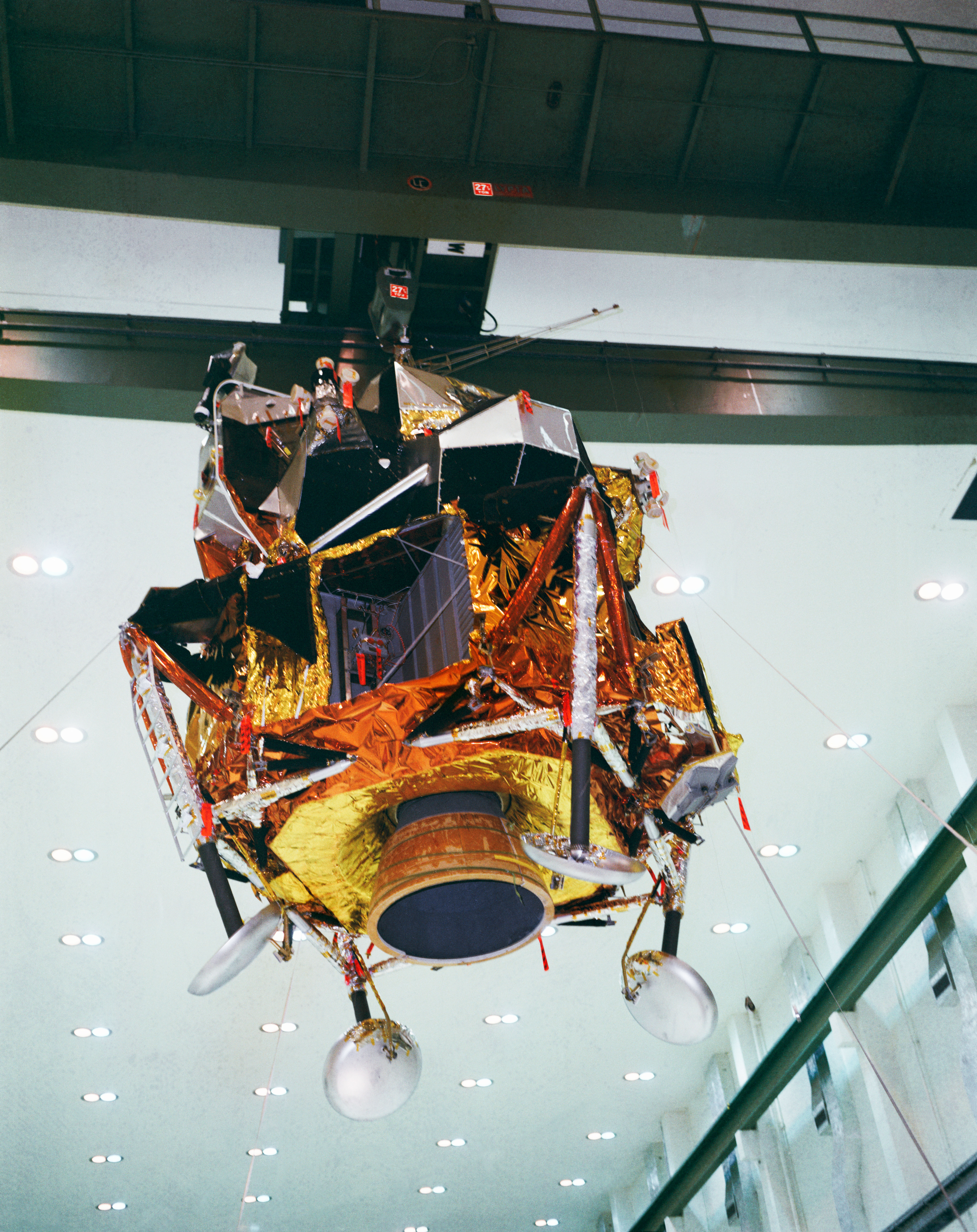
Az Eagle a rakétára szerelést megelőzően
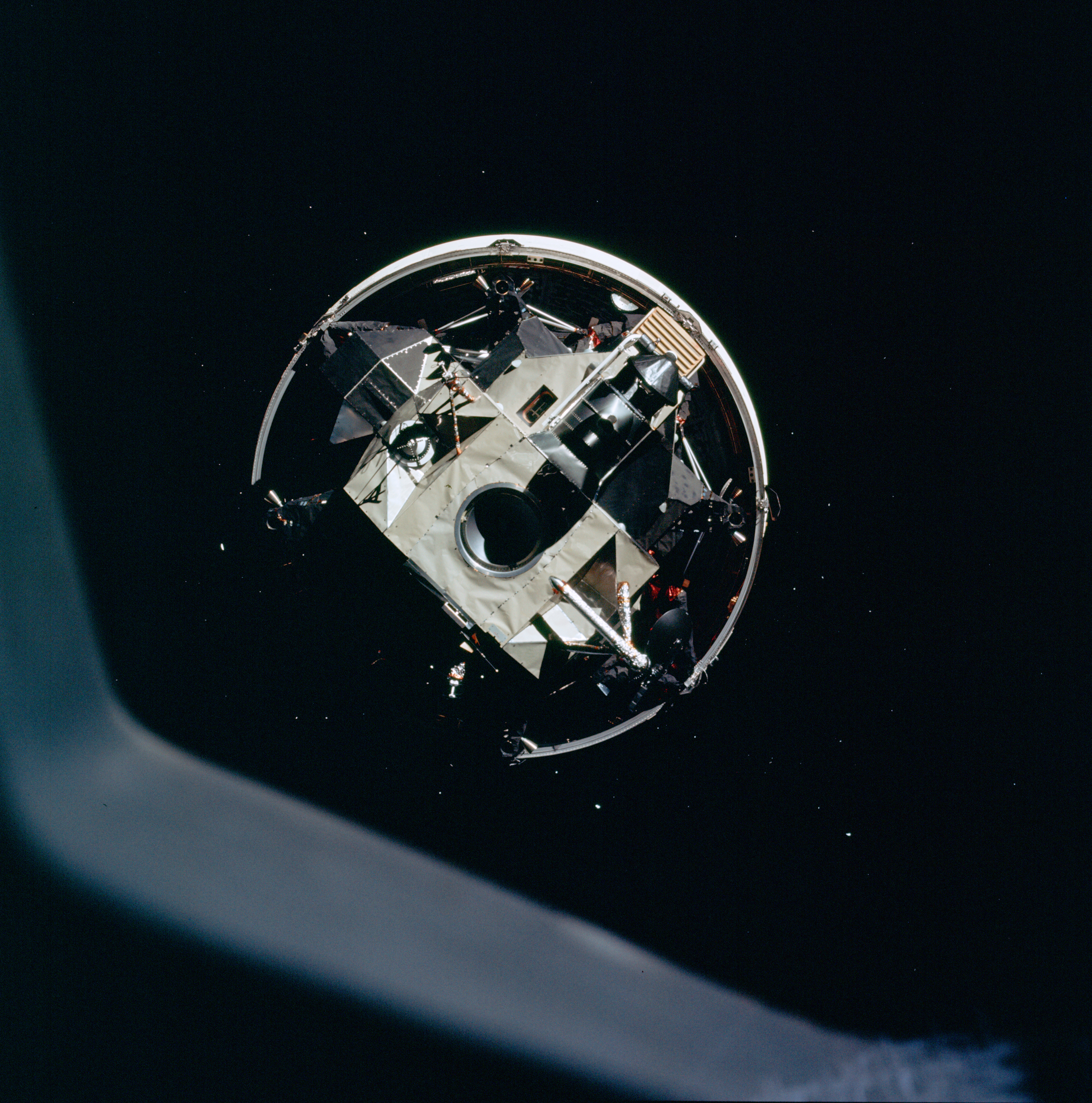
Már a világűrben, az S-IVB rakétafokozat holdkomp adapterében a helyzetváltoztatás, dokkolás, kivontatás manőver közben
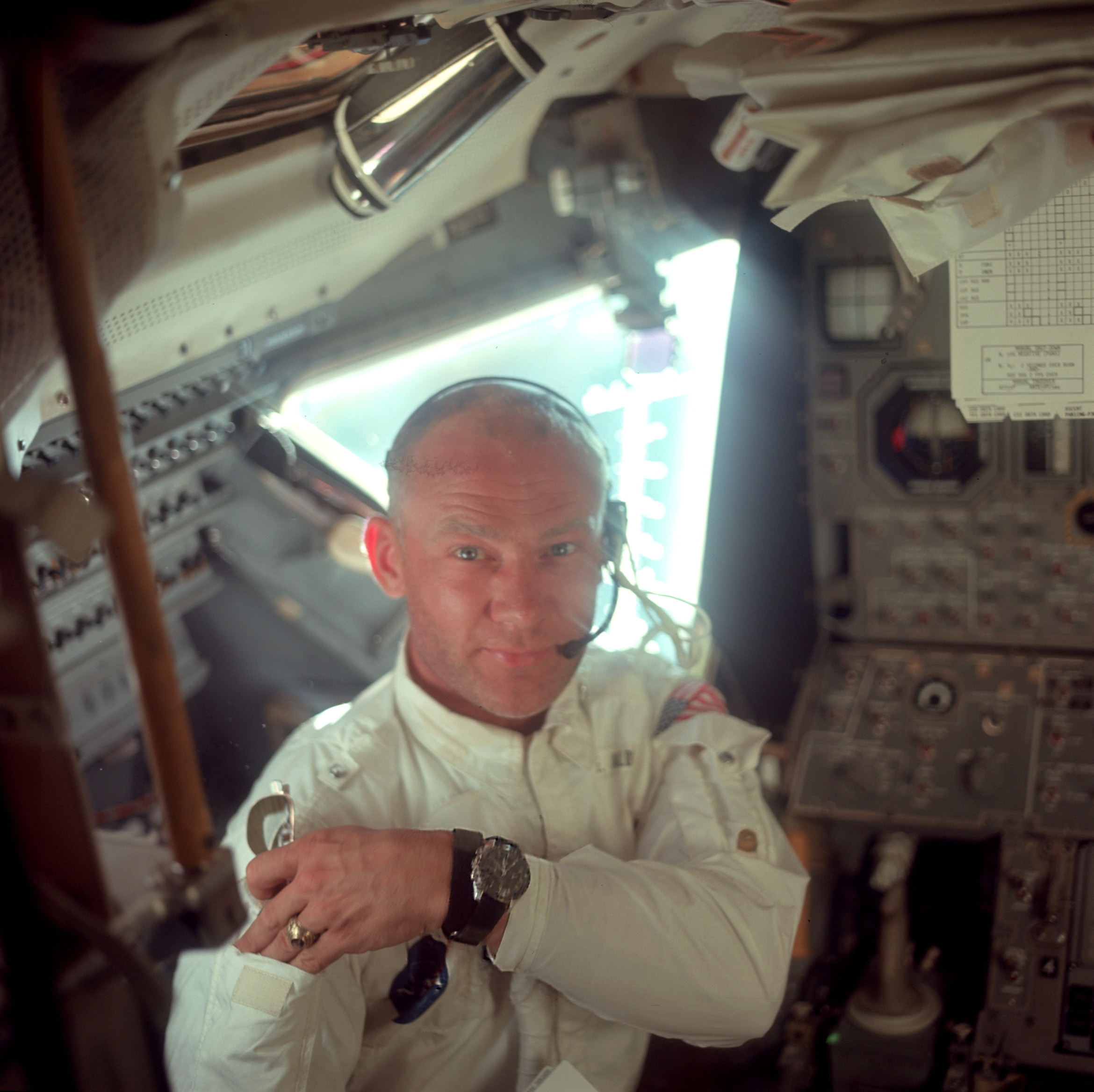
Buzz Aldrin a holdkompban a szétválást megelőzően
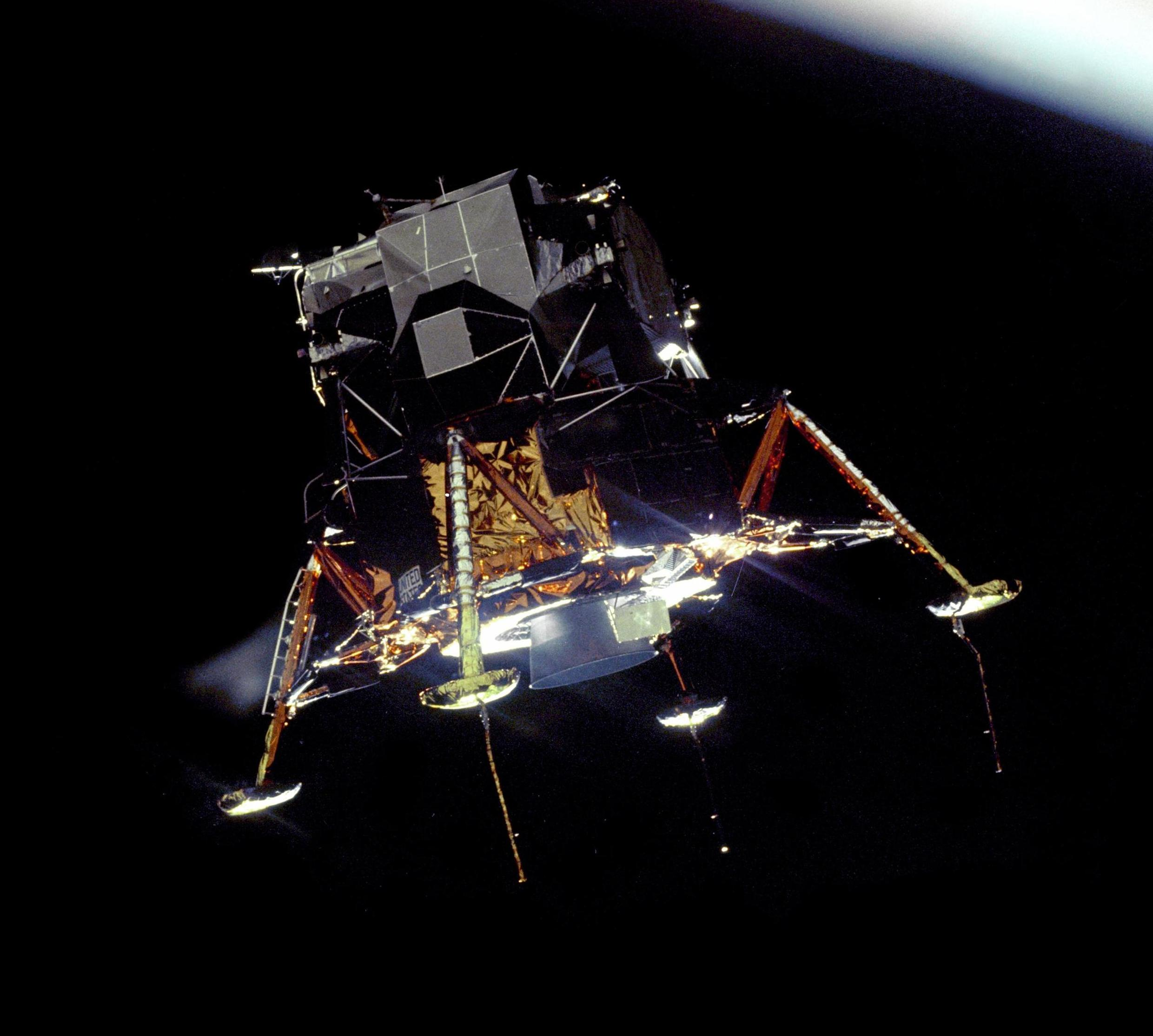
A Holdra szállás előtti utolsó vizuális ellenőrzés közben
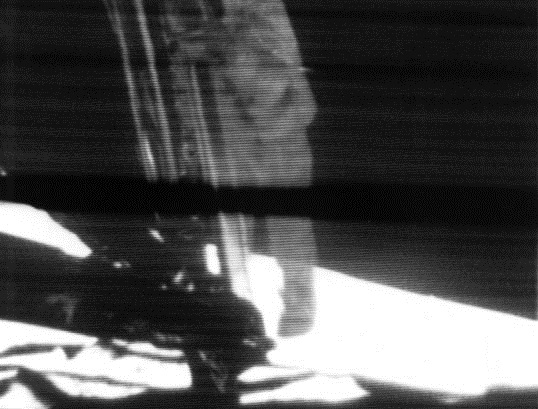
Neil Armstrong a Holdra lép a létráról
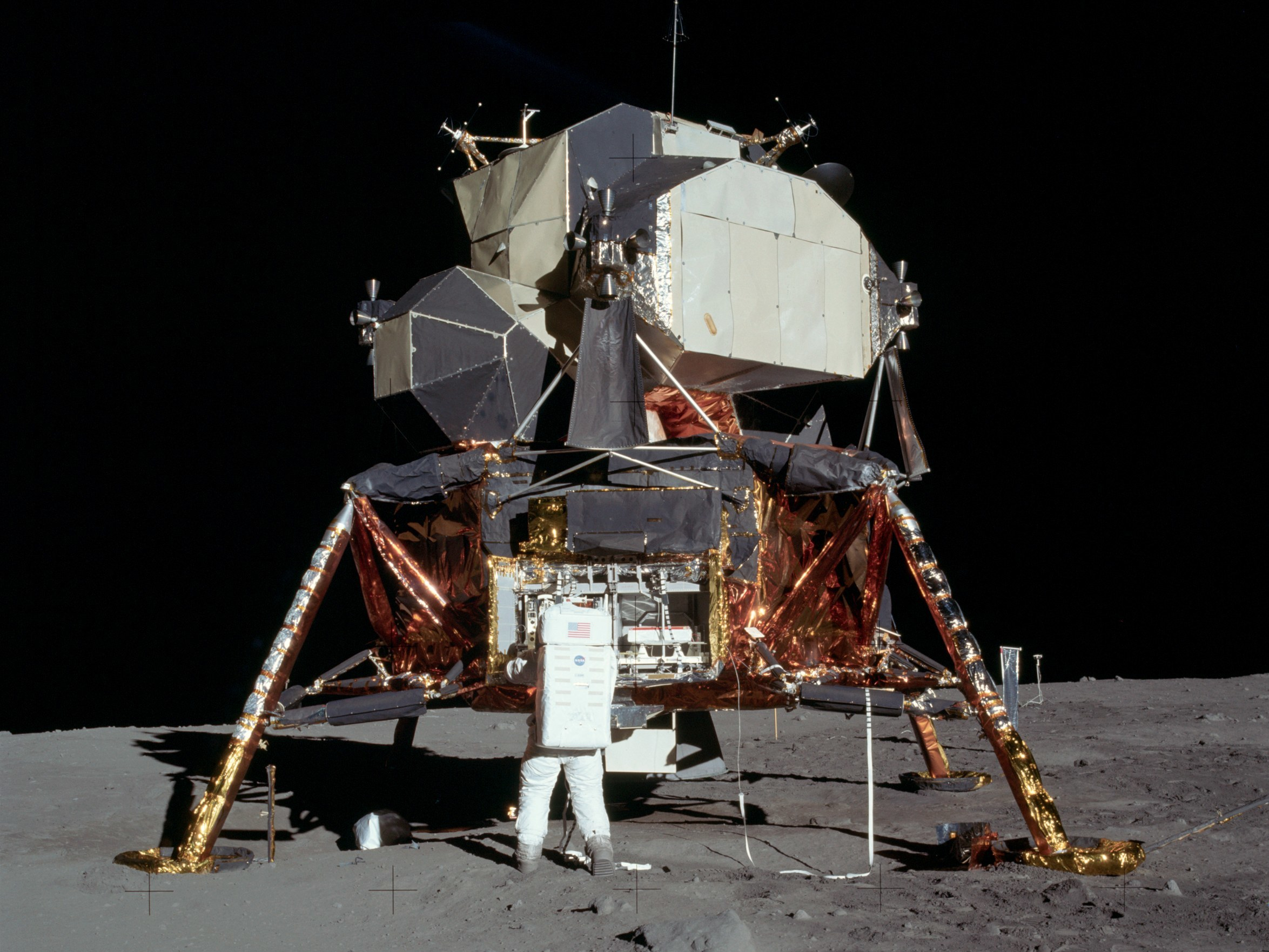
A Holdon
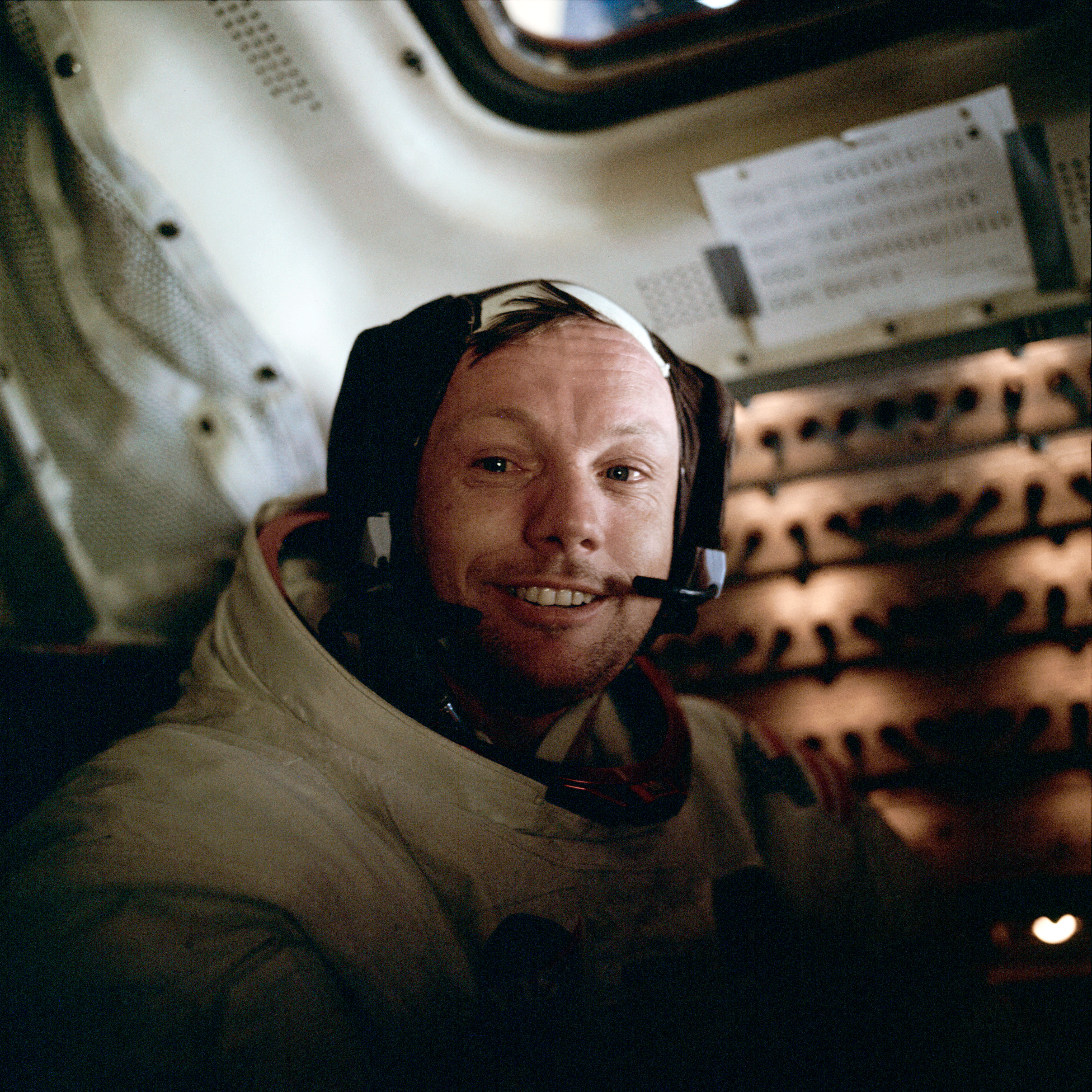
Az expedíció parancsnoka a sikeres holdsétát követően a holdkomp belsejében
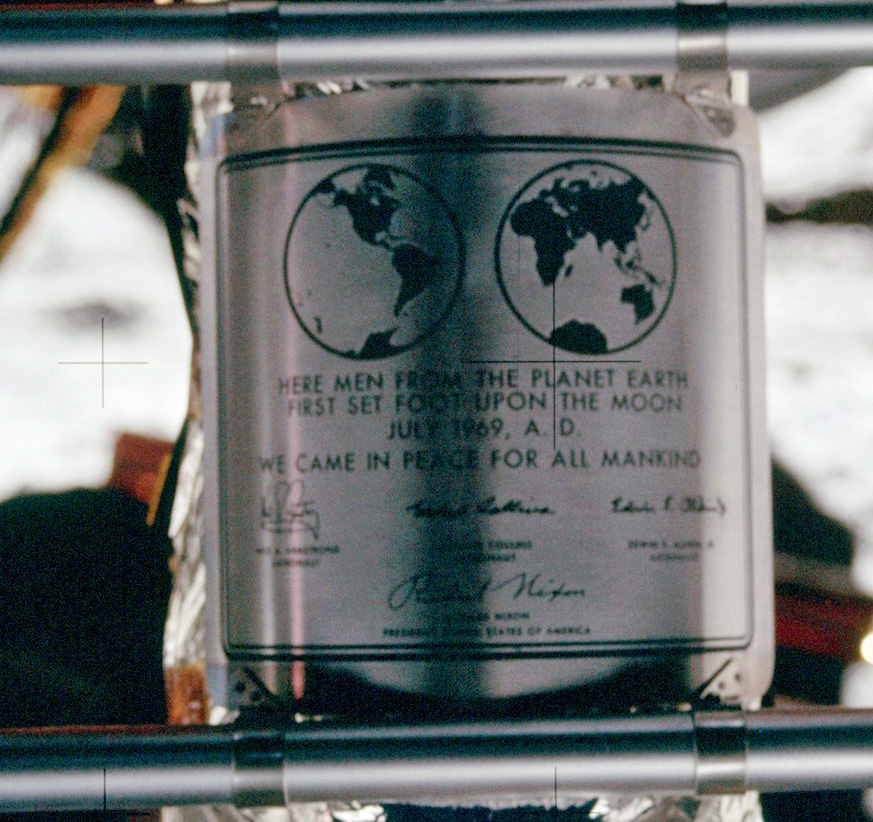
Az Eagle lábán egy plaketten a Föld üzenete: „békében jöttünk, az emberiség nevében”
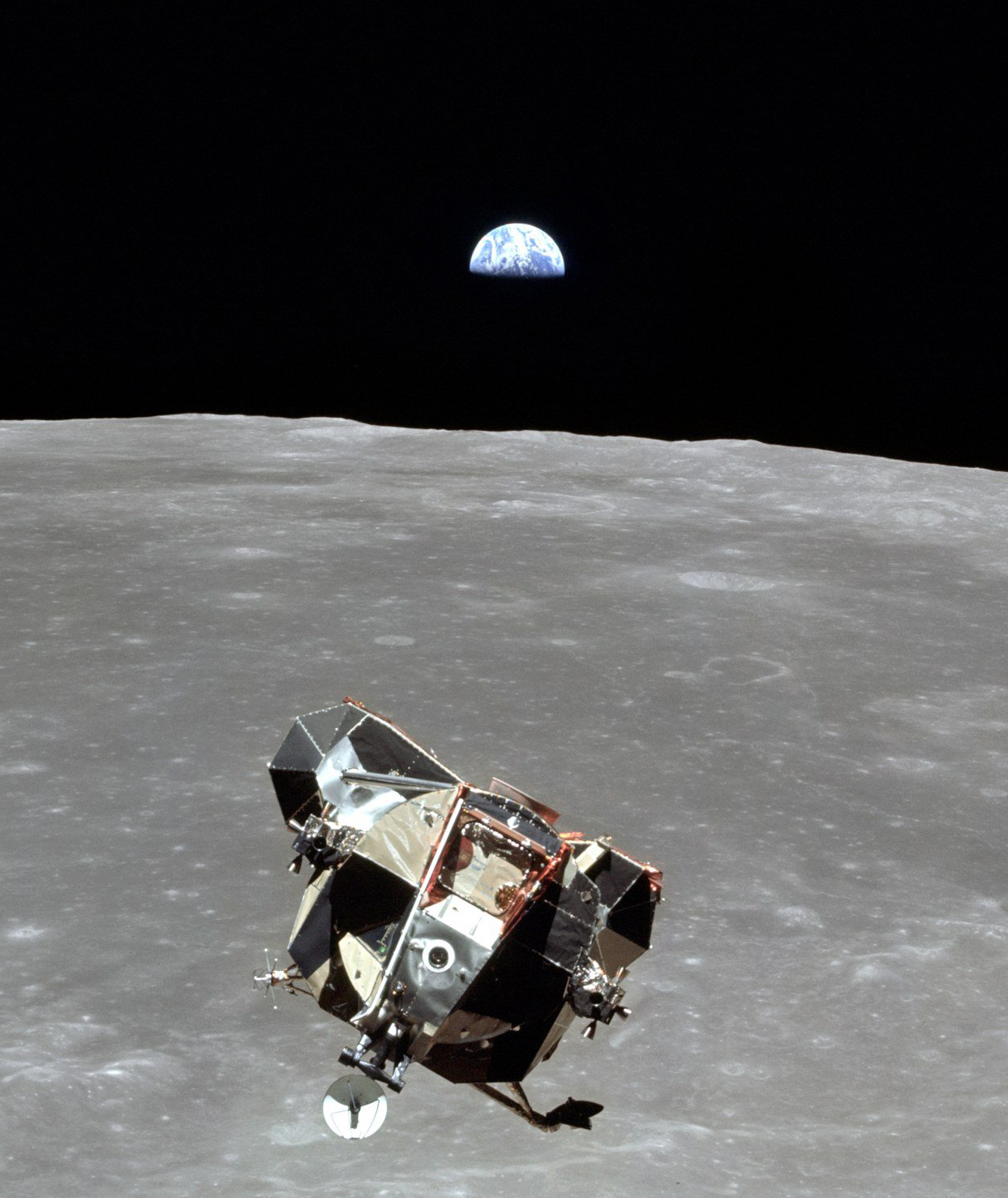
Sikeresen visszatérve a holdfelszínről, háttérben a földfelkeltével
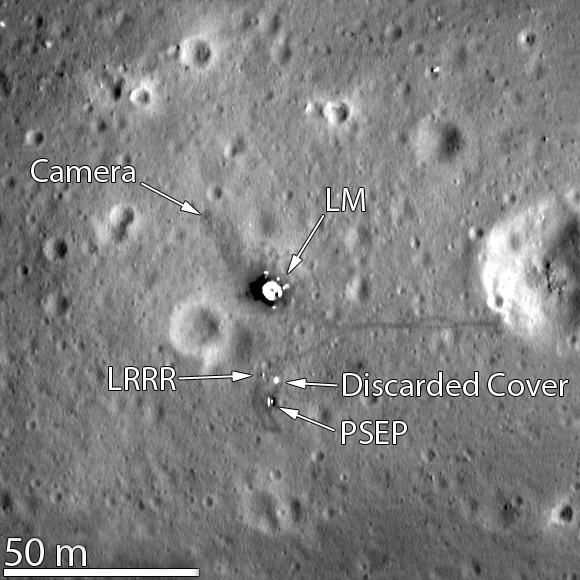
Az LRO felvétele a Nyugalom bázisról